# 新世紀福音戰士 ANIMA
《新世紀福音戰士 ANIMA》（日語：エヴァンゲリオン ANIMA）是日本電視動畫《新世纪福音战士》的官方衍生小說作品，於雜誌《電撃HOBBY》2008年1月號起開始連載，2013年4月號完結，先後由陰山琢磨與山下育人執筆。人物設計由池内一二三擔任。故事以動畫版的第24集為分歧點，以「人類補完計畫」沒有發動的3年後平行世界往下開展。

## 提要
起源
2004年末，庵野秀明與山下育人表達了關於《新世紀福音戰士》未來發展的構想，其中包含將《新世紀福音戰士》如同《機動戰士鋼彈》系列般的多樣化發展。
與原作的分歧
《ANIMA》的故事設定是以「『人類補完計畫』沒有發動的世界3年後」作為舞台。SEELE發動的人類補完計劃失敗、NERV組織改組、加持仍然生還、以及真嗣他們從17歲開始的嶄新故事。在NERV特殊調查部特務人員加持的努力下，SEELE打算用戰略自衛隊強制佔領NERV、強制執行人類補完計劃的事完全曝光，震撼全球，戰略自衛隊入侵NERV日本總部的行動也被中斷。不過由於聯合國及各國政府內部也存有SEELE的間諜而陷入一片了混亂。在聯合國和各國政府遲遲無法決定應對策略的情況下，NERV日本總部只能獨力應對與SEELE的決戰。

## 登場人物
碇真嗣

第三新東京市立第一高等學校的17歲少年，亦是初號機的駕駛員。與原作不同的是，真嗣已不像14歲的時候總是悲觀與自卑，連美里也認為是"很棒的男人"，並在班上擔任班長。3年來留了長髮束馬尾，氣質上也讓人感到可靠，興趣仍然是種西瓜。
惣流·明日香·蘭格雷
第三新東京市立第一高等學校的17歲少女。第二適格者。就讀第三新東京市立第一高等學校的17歲少女，同時也是二號機的駕駛員。在NERV日本總部防衛戰覺醒之後，就拿回EVA駕駛員資格。3年來的經歷讓她成長許多，原本囂張的個性也逐漸變得圓潤。與綾波零也不再總是針鋒相對。非常感謝防衛戰期間前來拯救他的真嗣，並在真嗣身上看到加持的身影。
綾波零・No.特洛瓦（トロワ）
第三新東京市立第一高等學校的17歲少女。

零・No.卡特爾（カトル）
綾波的複製體之一。0・0EVA（卡特爾機）的駕駛員。
零・No.珊克（サンク）
綾波的複製體之一。0・0EVA（珊克機）的駕駛

零・No.希絲（シス）
綾波的複製體之一。0・0EVA（希絲機）的駕駛員。
鈴原冬二
第三新東京市立第一高等學校的17歲少年。雖然因為三號機暴走事故而重傷，但靠著人工義肢而回歸。因為和不易親近人的EVA駕駛員間關係尚算不錯，所以被委任為NERV JAN署理副司令，平時也會替EVA器材做實驗。
相田劍介
第三新東京市立第一高等學校的17歲少年。
洞木光
第三新東京市立第一高等學校的17歲少女。
葛城美里
NERV JPN總司令。32歲，戰略自衛隊階級為將補（相當於少將）。在前總司令碇源堂於總部防衛戰中被認定為KIA(死亡)後的出任了署理司令，後來直接正式晉升為總司令。力主將NERV從「充斥著神祕主義的詭異科學宗教組織」改組成NERV JAN這種「與其他組織比較有往來、在大眾印象中比較好的正式組織」。「NERV JPN」目前最核心的人物。
伊吹摩耶
NERV JPN之技術管理。27歲。
加持良治
NERV JPN反間諜部特務人員，為了搜索SEELE殘黨，而與相田劍介在世界各國旅行。
冬月耕造

NERV日本總部前副司令。在NERV解體時，因為隱瞞「人類補完計劃」等情報而被判處叛國罪。入獄一年後因為生病療養而出獄、回到京都隱居。後來以生物學研究人員的身分回歸。NERV  JPN的精神支柱。

## 用語
NERV JPN
前身為NERV，在SEELE解體後經葛城美里改組而成，現由葛城美里出任總司令。「NERV JPN」受聯合國與日本政府支援，成員全部隸屬日本戰略自衛隊，主要工作為運用EVA、管理被凍結的「地底都市」以及應用部分EVA技術於民間。

## 工作人員
- 製作總指揮、機械設計、插畫：山下育人
- 人物設計：池内一二三（日语：うたたねひろゆき）
- 小說改編：陰山琢磨
- 彩色：蘭宮涼
- 企畫補佐、文藝：柏原康雄
- 協力：萬代

## 出版書籍
新世紀福音戰士ANIMA公式視覺書
作者：山下育人。為本作的圖文資料設定集。
| 卷數 | KADOKAWA      | KADOKAWA               |
| 卷數 | 發售日期      | ISBN                   |
| ---- | ------------- | ---------------------- |
| 全   | 2010年8月11日 | ISBN 978-4-04-868526-9 |

新世紀福音戰士 ANIMA
企畫・執筆：山下育人。原作：khara。企畫・編集：柏原康雄。
| 卷數 | KADOKAWA       | KADOKAWA            | 台灣角川      | 台灣角川           | 天闻角川  | 天闻角川               |
| 卷數 | 發售日期       | ISBN                | 發售日期      | ISBN               | 发售日期  | ISBN                   |
| ---- | -------------- | ------------------- | ------------- | ------------------ | --------- | ---------------------- |
| 1    | 2017年11月30日 | ISBN 978-4048933728 | 2019年6月19日 | ISBN 9789577430243 | 2020年1月 | ISBN 9787547052679     |
| 2    | 2017年11月30日 | ISBN 978-4048934565 | 2020年2月27日 | ISBN 9789577435552 | 2020年9月 | ISBN 9787557022839     |
| 3    | 2018年3月17日  | ISBN 978-4048937429 | 2022年3月28日 | ISBN 9786263212886 | 2024年4月 | ISBN 978-7-5133-5583-4 |
| 4    | 2019年3月30日  | ISBN 978-4049121209 |               |                    |           |                        |
| 5    | 2019年9月30日  | ISBN 978-4049124064 |               |                    |           | ISBN 978-7-5133-6076-0 |

## 備註
1. ↑   《電撃HOBBY雜誌》2008年1月號至2009年8月號為陰山琢磨執筆，2009年9月號至完結皆為山下育人執筆。
2. ↑  譯者：Seeker
3. ↑  天闻角川为该系列小说的发行商。《新世纪福音战士ANIMA1》由万卷出版公司出版，《新世纪福音战士ANIMA2》由广东旅游出版社出版。

## 外部連結
- 山下育人的X（前Twitter）
- 小說CM （页面存档备份，存于）